# Central Tejo (ensemble architectonique)
L’ensemble architectonique de la Central Tejo est un ensemble de bâtiments de Lisbonne (Portugal) qui abritait anciennement l'usine thermoélectrique desservant la région. Il est en parfait état de conservation grâce à de nombreuses transformations et amplifications. Il s’agit d’un grand complexe usinier de la première moitié du XXe siècle réaménagé en tant que musée. Il se détache de tous les édifices voisins par son esthétique particulière et son revêtement extérieur en brique, élément commun à tous les bâtiments. La structure en fer, visible à l’intérieur et squelette de la centrale, est une autre des particularités de cet ensemble.

## La «Central Tejo» primitive
Avant l’actuel ensemble usinier, une petite “usine d’électricité” existait au même endroit. Celle-ci fut la « Central Tejo » primitive, appelée couramment « Central da Junqueira », étant donné sa proximité d’une rue portant le même nom. On ne retrouve pas actuellement de vestiges de cette première centrale construite en 1909. Elle fut conçue et dessinée par l’ingénieur Lucien Neu, et sa construction fut exécutée par Charles Vieillard et Ferdinand Touzet. Son esthétique était bien visiblement moderniste et sa décoration était concentrée dans certaines zones, principalement sur les façades nord et sud. Du côté occidental du bâtiment principal se trouvaient trois galeries industrielles où étaient placées les chaudières. On peut aussi observer deux élégantes cheminées en forme de cône qui se détachent de l’ensemble, une en brique et l’autre en fer.
Les façades nord et sud de la galerie principale, où se trouvaient les générateurs, étaient décorées semblablement à d’autres structures de l’architecture du fer, comme des stations de chemins de fer ou des marchés, influencées par le modernisme qui venait d’arriver au Portugal. Celles-ci étaient divisées en trois sections séparées par des pilastres, ornées avec des petites frises dentées horizontales et, dans la partie centrale supérieure, elles étaient dotées d’un grand fronton.
Les sections latérales avaient deux compartiments, l’inférieur était couvert par un linteau, et le supérieur était décoré par un arc rabaissé. La section centrale, plus grande que chacune des latérales, se détachait par sa taille et par son espace vide, qui allait de la base jusqu’au sommet, allant au-delà du fronton et l’obligeant à s’élever. On pouvait lire, sur l’arc : “1909 / Cªs Reunidas de Gaz e Electricidade / Estação Eléctrica Central Tejo” en azulejos.
Les galeries industrielles de l’ancienne raffinerie de sucre voisine de la centrale furent construites à la fin du XIXe siècle. Elles furent acquises lors de la démolition de la « Central Tejo » primitive et appartenaient à Compagnie de Sucre de Mozambique.
Il s’agit d’une petite usine peu décorée mais avec un style très particulier. Elle est composée de deux galeries longitudinales, avec une couverture en forme de serre, d’une sorte de tour centrale qui servait de silo et de quatre galeries transversales dans la zone occidentale, couvertes par un toit à deux pentes. Tous les compartiments des bâtiments étaient protégés par cadre en brique avec un arc rabaissé.

## La «Central Tejo» actuelle

### Période de la Basse-Pression
La construction du Bâtiment de la Basse-Pression commença pendant les années 1910, et se prolongea jusqu’aux années 1930, passant par de nombreuses amplifications. Sa construction est clairement marquée par le modernisme. Ce bâtiment a une structure en fer et un revêtement typique en brique, qui sera aussi utilisé dans le futur bâtiment de la haute-pression.
L’ancienne salle des chaudières est composée de quatre galeries industrielles, parmi lesquelles trois sont de même taille et la quatrième est plus grande. Ces galeries sont couvertes par une toiture à deux pentes et forment un seul espace diaphane à l’intérieur. Du côté oriental, se trouvent perpendiculairement deux autres galeries qui suivent le même modèle esthétique moderniste. La différence que l’on remarque le plus est le bâtiment de la sous-distribution (une de ses dernières galeries, et la plus éloignée du premier ensemble) n’a pas de toit à deux pentes.
Ses façades pas très hautes sautent aux yeux grâce à leurs grandes fenêtres verticales, décorées par des arcs en plein cintre. Au-dessus de celles-ci une espèce de fronton, aux rebords saillants et avec un linteau, ferme l’espace. Au-dessous de tout cela, il y a une base plane où l’on ne distingue pas la brique, décorée par des cadres formant sur un des côtés des arcs rabaissés, qui soutient tout le reste de la façade.
La façade de la salle des machines mérite un regard attentif. En tout, il offre la plupart des motifs décoratifs et des aspects plus modernistes, comme cela s’est produit au début de la « Central Tejo » et la plupart des centrales électriques de la période (peut-être parce que la salle des machines du cœur qui génère l’énergie produite à l’usine), sans entrer en conflit avec l’esthétique de l’ensemble. Au niveau de sa base, quelques différences par rapport aux autres bâtiments sont visibles, comme le revêtement du mur tout de pierre travaillée (à l’exception des couches intérieures) ou les voussoirs placés sur les ouvertures des arcs décoratifs.
Au niveau du revêtement en brique, on retrouve à nouveau trois grandes fenêtres verticales qui se terminent en arcs en plein cintre avec des voussoirs aux sommets et avec un cadre tout autour (l’arc de la fenêtre centrale est légèrement plus grand que les autres). La partie supérieure de la façade, aussi formée par un fronton brisé, est décorée par des cadres en brique, qui simulent des arcs lombards. Aux extrémités de la façade, les pilastres vont de la base jusqu’au fronton et semblent deux petites tours comme celles des façades d’églises.
Les façades longitudinales ont une composition harmonieuse, avec une division en trois sections, séparées par de grands pilastres. Dans chacune de ces sections, on retrouve trois grandes fenêtres verticales, décorées par un cadre qui traverse tout le côté. Sur chacune de ces grandes fenêtres, il y a une autre plus petite et carrée sur une sorte de frise qui couronne ce côté du bâtiment.

### Période de la Haute-Pression
Le Bâtiment de la Haute-Pression n’a pas les mêmes éléments décoratifs que celui de la basse-pression, où les influences du classicisme sont monumentales. Il présente néanmoins le même revêtement en brique. À l’intérieur, la plaque qui sépare les cendriers des chaudières est couverte de voûtes; cette décoration est semblable à celle de la salle des chaudières de basse-pression, et la seule différence entre les deux est le fait que dans la salle de basse-pression les voûtes sont en céramique alors qu’ici elles sont faites en béton armé.
Ce bâtiment fut construit pendant les années 1940, et a des influences classiques des palais de la Renaissance. Ces influences reflètent fidèlement l’esprit de l’époque et le contexte autoritaire vécus au Portugal.
Sa structure est un véritable chef d’œuvre d’ingénierie ; un chef d’œuvre de l’architecture du fer, sans précédent à Lisbonne, qui supporte, non seulement tout le revêtement en brique, mais aussi les chaudières, les cheminées et le réservoir d’eau, placé au sommet de l’édifice.
Esthétiquement, sa façade suit le modèle des palais de la Renaissance et est divisée en trois parties : la base, les pilastres et l’entablement. La partie principale a de grandes fenêtres qui aboutissent en arcs en plein cintre avec des voussoirs au centre, et décorés par un cadre qui occupe toute la façade. Entre les fenêtres se trouvent de grands pilastres qui parcourent toute la façade, de la base jusqu’au somment de l’entablement.
L’entablement supérieur a trois frises indépendantes. L’inférieur a des caissons décoratifs avec des cadres ; le supérieur est organisé de la même manière, mais avec des espaces délimités par des cadres aboutis en fenêtres.
Dans la zone la plus proche du bâtiment de la basse-pression, plusieurs éléments provenant de la base sautent aux yeux comme une petite tour, et surtout, les quatre cheminées des chaudières de la haute-pression, ainsi que tout le système d’extraction de fumées et de profit de l’air.
Voilà pourquoi la « Central Tejo » se détache et s’impose vis-à-vis de tous les autres bâtiments de son entourage, non pas par sa monumentalité et sa taille mais surtout par son esthétique ornementale en brique, ce qui fait que parfois il est difficile de l’imaginer en tant qu’usine d’électricité.